# Groenrugbergnimf
De groenrugbergnimf (Urochroa leucura) is een vogel uit de familie Trochilidae (kolibries).

## Verspreiding en leefgebied
De vogel komt voor in zuidelijk Colombia, oostelijk Ecuador en noordoostelijk Peru.